# 西武モハ550形電車
西武モハ550形電車（せいぶモハ550がたでんしゃ）・クハ600形電車は、現・西武鉄道の前身事業者である旧西武鉄道が1927年（昭和2年）より導入した電車である。

## 概要
現在の西武新宿線・国分寺線・西武園線に相当する路線を運営していた旧西武鉄道が、村山線（現在の新宿線高田馬場駅 - 東村山駅間）開業に合わせ増備された車両で、制御電動車モハ550形と制御車クハ600形から成る。1927年（昭和2年）に川崎造船所にてモハ550 - モハ559の10両、翌年にはモハ560・モハ561、およびクハ600 - クハ607の2形式10両、合計20両が製造された。
車体は17 m級の全鋼製で、ウィンドウ・シル/ヘッダー付。阪神急行電鉄に登場した600形を端緒として、同時期に目黒蒲田電鉄・長野電気鉄道・豊川鉄道などに導入された、深い屋根、前面と側扉上のアーチ形の水切り、おわん形ベンチレーターが特徴のいわゆる「川造形」と呼ばれる車両で、この中にあって本形式は3面折妻・非貫通の前面で、形態としては長野のものが近く、丸妻・貫通形の目蒲や、豊川・阪急のものとはこの点が異なっている。登場当初、前照灯は窓下中央に取り付けられた、いわゆる「おへそライト」であった。側面の窓配置は1D6D6D1。なお、客室の座席配置はロングシートである。
1940年（昭和15年）5月にモハ100形101 - 112・クハ1100形1101 - 1108に改番され、武蔵野鉄道と旧西武鉄道の合併による西武農業鉄道（後の現・西武鉄道）発足を経て、1948年6月の一斉改番でモハ151形151 - 162・クハ1151形1151 - 1158に改番された。1955年（昭和30年）3月にモハ161・モハ162が電装解除され、クハ1159・クハ1160に改番されている。
また、本系列の淘汰が進行していた1964年（昭和39年）に、モハ156が電装解除されクハ1156（2代）となっている。
後継となる20 m車の増備に伴い、1964年（昭和39年）から1966年（昭和41年）にかけて順次廃車になるが、20両全車が地方私鉄へ譲渡された。

## 譲渡

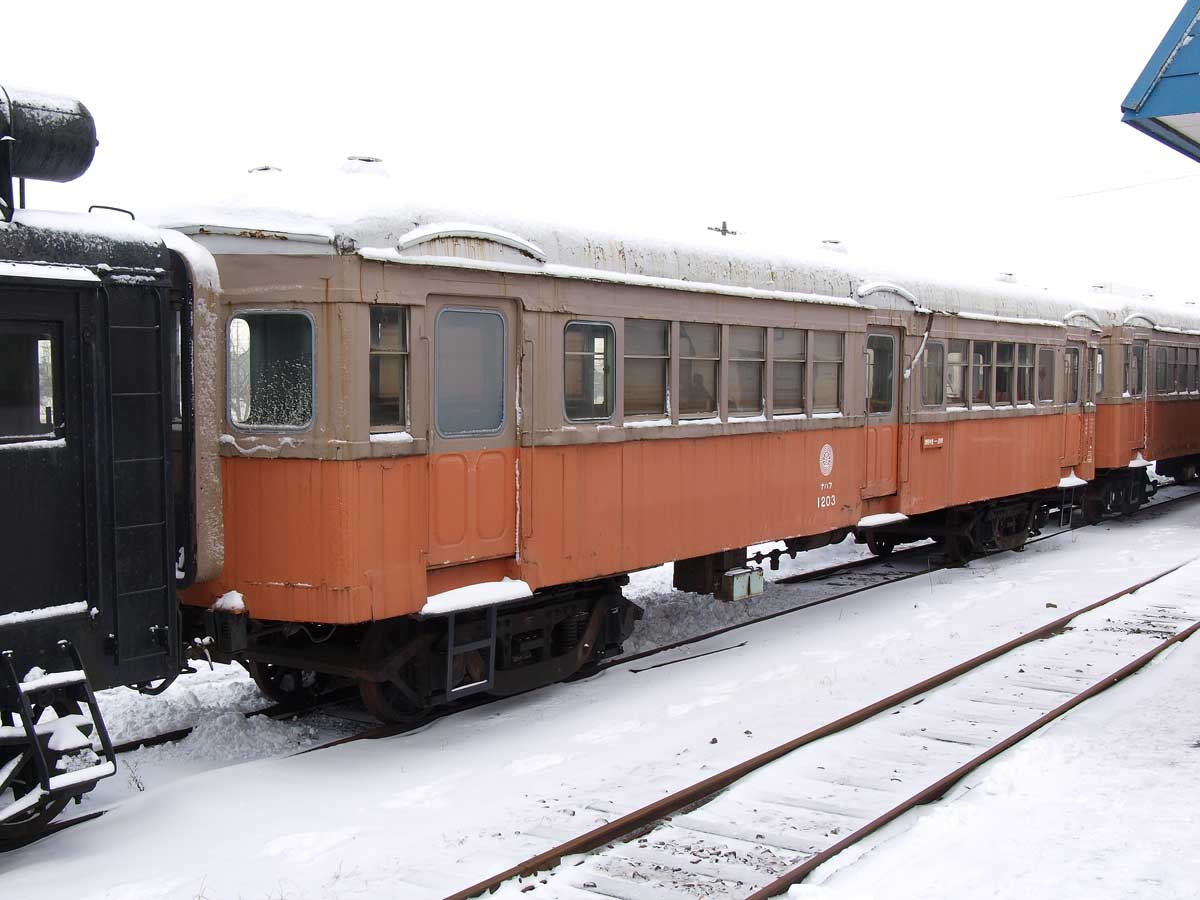
津軽鉄道ナハフ1203

津軽鉄道
1965年（昭和40年）にクハ1157・クハ1155・クハ1158の3両が譲渡され、ナハフ1200形1201 - 1203となった。運転台撤去の上客車化されている。主に気動車に牽引されていたが、輸送量の減少で使用頻度が減り1995年（平成7年）にナハフ1201は廃車され、現在はナハフ1202・ナハフ1203がイベント用車となっている。
弘南鉄道
1964年（昭和39年）にクハ1160・クハ1159の2両が譲渡され、クハ1266形1266・1267となった。当初弘南線で使用されたが1974年（昭和49年）にクハ1266が、1975年（昭和50年）にはクハ1267も大鰐線に転属した。、同線ではモハ2230形と組んでいた事もあるが、晩年はモハ3400形と組んで使用された。1995年（平成7年）にクハ1266が、1999年（平成11年）にクハ1267も廃車されている。
山形交通
1966年（昭和41年）にクハ1156（2代・元156）が再電装化の上譲渡され、モハ1形4となって高畠線に投入された。1974年（昭和49年）の同線廃線後は高松琴平電気鉄道に譲渡され、制御電動車740形740（→制御車890形890）となった。

大井川鉄道
1964年（昭和39年）にモハ159・モハ160の2両が譲渡され、モハ300形307-クハ500形507の2両編成となった。譲渡に際し、モハ160は電装解除されている。1980年（昭和55年）廃車。
東濃鉄道
1964年（昭和39年）にモハ155・クハ1156、1966年（昭和41年）にモハ152・クハ1151の4両が譲渡され、それぞれモハ110形-クハ210形111-211・112-212の2両編成2本となり、駄知線に投入された。同線廃線後は111編成が総武流山電鉄（現・流鉄）に譲渡され、モハ1002-クハ55、112編成が名古屋鉄道（名鉄）に譲渡され3790系モ3791-ク2791となった。駄知線のトンネルの都合でパンタグラフ部分が低屋根化されている。

伊予鉄道
1965年（昭和40年）から1966年（昭和41年）にかけてモハ157・モハ153・モハ154・モハ158・モハ151、およびクハ1153・クハ1154・クハ1152の計8両が譲渡され、モハ110形111 - 115・クハ410形411 - 413となった。

なお、2007年（平成19年）1月現在で現存するのは津軽鉄道ナハフ1200形のみである。2024年（令和6年）3月現在でも津軽鉄道ナハフ1200形2両とも車体はかなり傷んでいるものの現存している。